# Brackwede
Brackwede (westfälisch Quirkendorp [ˈkʰviɐkn̩ˌduɐp]) ist der Name eines Stadtbezirks der kreisfreien Stadt Bielefeld in Nordrhein-Westfalen und der Name des größten Ortsteils in diesem Stadtbezirk. Der Stadtbezirk Brackwede liegt im Südwesten von Bielefeld und ist aus der bis 1972 eigenständigen Stadt Brackwede hervorgegangen. Der Stadtbezirk hatte 2024 41.410 Einwohner.

## Aussprache und Schreibweise des Namens
Die ursprüngliche Aussprache lautet [ˈbraːkˌvedə], also mit langem a (sprich: Braakwede). Bei dem c handelt es sich um ein Dehnungszeichen, welches bewirkt, dass das vorangegangene a lang ausgesprochen wird. Inzwischen ist heute die schriftdeutsche Aussprache mit kurzem a schon sehr verbreitet; dabei wird gleichzeitig die Betonung meist auf die zweite Silbe verschoben, das heißt [ˌbrakˈveːdə]. Die korrekte Aussprache dient daher teilweise als Schibboleth für Bielefelder.
Der ostwestfälische Name Quirkendorp leitet sich von westfälisch Quirke ‚Quecke‘ und westfälisch Dorp ‚Dorf‘ ab.

## Geografie

### Geografische Lage
Wie die beiden anderen südlichen Stadtbezirke Bielefelds, Senne und Sennestadt, liegt auch Brackwede direkt südlich des Hauptkammes des Teutoburger Waldes. Verschiedene Bäche, von denen der wichtigste die Lutter ist, entwässern das Gebiet dem natürlichen Gefälle folgend nach Südwesten hin zur Ems.

### Ausdehnung
Die Nord-Süd-Ausdehnung des Stadtbezirks beträgt etwa sieben, die West-Ost-Ausdehnung etwa zehn Kilometer bei einer Fläche von 38,16 Quadratkilometern. Brackwede ist damit der flächenmäßig größte Stadtbezirk der Stadt Bielefeld. Der höchste Punkt sowohl des Stadtbezirks als auch des Ortsteils Brackwede liegt mit 276 m ü. NN auf dem Käseberg im Bereich des Hauptkamms des Teutoburger Waldes.

### Nachbarorte
Im Norden und Nordosten grenzt der Stadtbezirk Brackwede an die Stadtbezirke Dornberg und Gadderbaum, im Osten und Südosten an Senne. Im Süden und Südwesten grenzen die Gütersloher Stadtteile Avenwedde und Isselhorst an, im Westen die Gemeinde Steinhagen. Der Ortsteil Brackwede wird umschlossen von Gadderbaum, Senne, Ummeln und Quelle.

### Gliederung des Stadtbezirkes
Zum Stadtbezirk Brackwede gehören die nur informell abgegrenzten Ortsteile Brackwede, Ummeln, Holtkamp und Quelle. Verwaltungsintern ist der Stadtbezirk Brackwede in die statistischen Bezirke 29 bis 35 (Ortsteil Brackwede), 36 (Ortsteile Ummeln und Holtkamp) sowie 37 und 38 (Ortsteil Quelle) gegliedert.

## Geschichte

### Vom Dorf zur Stadt
Die erste urkundliche Erwähnung Brackwedes erfolgt 1151. 1216 wird zum ersten Mal das Wahrzeichen des Stadtteils, die Bartholomäuskirche, genannt, die am 21. Februar 1990 durch einen Brand fast vollständig zerstört, zwischenzeitlich aber wieder aufgebaut worden ist. Um 1800 war der Ort noch eine rein bäuerliche Siedlung, deren Bauten sich fast alle um die Bartholomäuskirche gruppierten. Eng verbunden mit dem Dorf Brackwede war seit jeher die Bauerschaft Brock (auch Brook), deren Höfe den südwestlichen Teil des heutigen Ortsteils einnahmen. Brackwede war in der Grafschaft Ravensberg Hauptort der zum Amt Sparrenberg gehörenden Vogtei Brackwede und im Königreich Westphalen eine Munizipalität im Kanton Brackwede. Nach dem Ende der napoleonischen Franzosenzeit nahm Preußen die Grafschaft Ravensberg und damit Brackwede wieder in seinen Besitz. Mit der Einführung der Westfälischen Landgemeindeordnung wurde schließlich im Dezember 1843 das Amt Brackwede im Kreis Bielefeld gebildet.
Nachdem 1849 an der Lutter die ersten gewerblichen Bleichen entstanden waren, siedelten sich weitere Industriebetriebe an, darunter eine Spinnerei, eine Glashütte und Maschinenfabriken. In der Folgezeit kam es zu zahlreichen weiteren Firmengründungen, die Brackwede zu einem wichtigen Standort der Industrie und des Handwerks machten. Verbunden mit der Industrialisierung war ein starkes Bevölkerungswachstum.
Die Gemeinde Brackwede erhielt am 5. Juli 1956 das Stadtrecht und schied 1959 aus dem Amt Brackwede aus. Durch das Gesetz zur Neugliederung des Kreises Wiedenbrück und von Teilen des Kreises Bielefeld wurden am 1. Januar 1970 die Gemeinden Ummeln, Quelle und Holtkamp sowie ein Gebietsstück der Gemeinde Isselhorst in die Stadt Brackwede eingegliedert.

### Der Stadtbezirk Brackwede

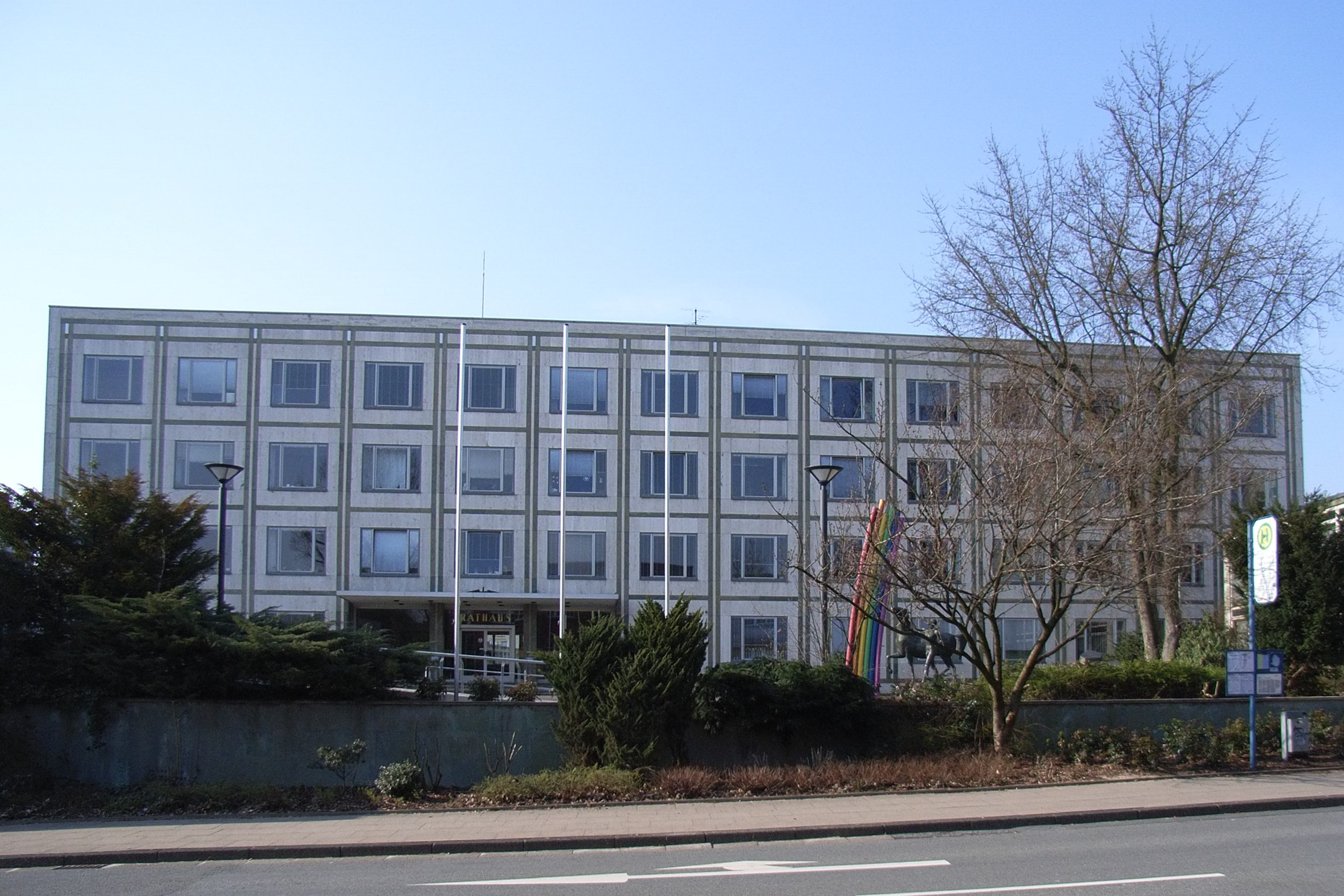
Bezirksamt Brackwede

Im Rahmen der kommunalen Neugliederung des Raums Bielefeld wurde die Stadt Brackwede am 1. Januar 1973 nach Bielefeld eingemeindet. In der vergrößerten Stadt Bielefeld wurde der Stadtbezirk Brackwede eingerichtet, bestehend aus
- dem Gebiet der Stadt Brackwede ohne das in das Gadderbaumer Tal hineinragende Industrie- und Wohngebiet (Spinnerei Vorwärts, Asta-Werke,[10] Astastraße) und ohne den Brackweder Anteil des Sennefriedhofs
- der bis dahin zu Senne I gehörigen Rosenhöhe mit dem damaligen Kreiskrankenhaus und der damaligen Kreisberufsschule
- einem kleineren Gebietsteil von Steinhagen im Raum Holtkamp.

### Einwohnerentwicklung
Stadtbezirk Brackwede
| Jahr | Einwohner | Quelle |
| ---- | --------- | ------ |
| 2005 | 39.058    | [ 11 ] |
| 2010 | 38.489    | [ 11 ] |
| 2013 | 38.575    | [ 11 ] |
| 2015 | 39.005    | [ 12 ] |
| 2017 | 40.455    | [ 13 ] |
| 2019 | 40.753    | [ 13 ] |
| 2022 | 41.123    | [ 13 ] |
| 2023 | 40.873    | [ 14 ] |
| 2024 | 41.410    | [ 15 ] |

Ortsteil Brackwede

Einwohnerentwicklung von Brackwede von 1812 bis 2017 - blau: Stadtbezirk Brackwede; rot: Ortsteil Brackwede

Die Einwohnerzahl der früheren Gemeinde und des heutigen Ortsteils Brackwede entwickelte sich seit 1812 wie folgt:
| Jahr | Einwohner | Quelle |
| ---- | --------- | ------ |
| 1812 | 01.094    | [ 16 ] |
| 1843 | 01.704    | [ 17 ] |
| 1864 | 02.547    | [ 18 ] |
| 1890 | 05.764    | [ 19 ] |
| 1910 | 10.550    | [ 20 ] |
| 1925 | 11.943    | [ 19 ] |
| 1939 | 14.975    | [ 19 ] |
| 1946 | 18.702    | [ 21 ] |
| 1961 | 25.999    | [ 22 ] |
| 1966 | 27.621    | [ 23 ] |
| 2008 | 23.388    | [ 24 ] |
| 2015 | 23.827    | [ 25 ] |
| 2019 | 24.214    | [ 3 ]  |
| 2022 | 24.244    | [ 26 ] |
| 2024 | 24.620    | [ 15 ] |

### Religionen
Im Stadtbezirk gibt es drei evangelisch-lutherische Kirchengemeinden, die alle zum Kirchenkreis Gütersloh gehören. Dies sind die Bartholomäus-Kirchengemeinde in Brackwede, deren Kirche das Wahrzeichen Brackwedes ist, die Ummeln und die Johanneskirchengemeinde Quelle-Brock.

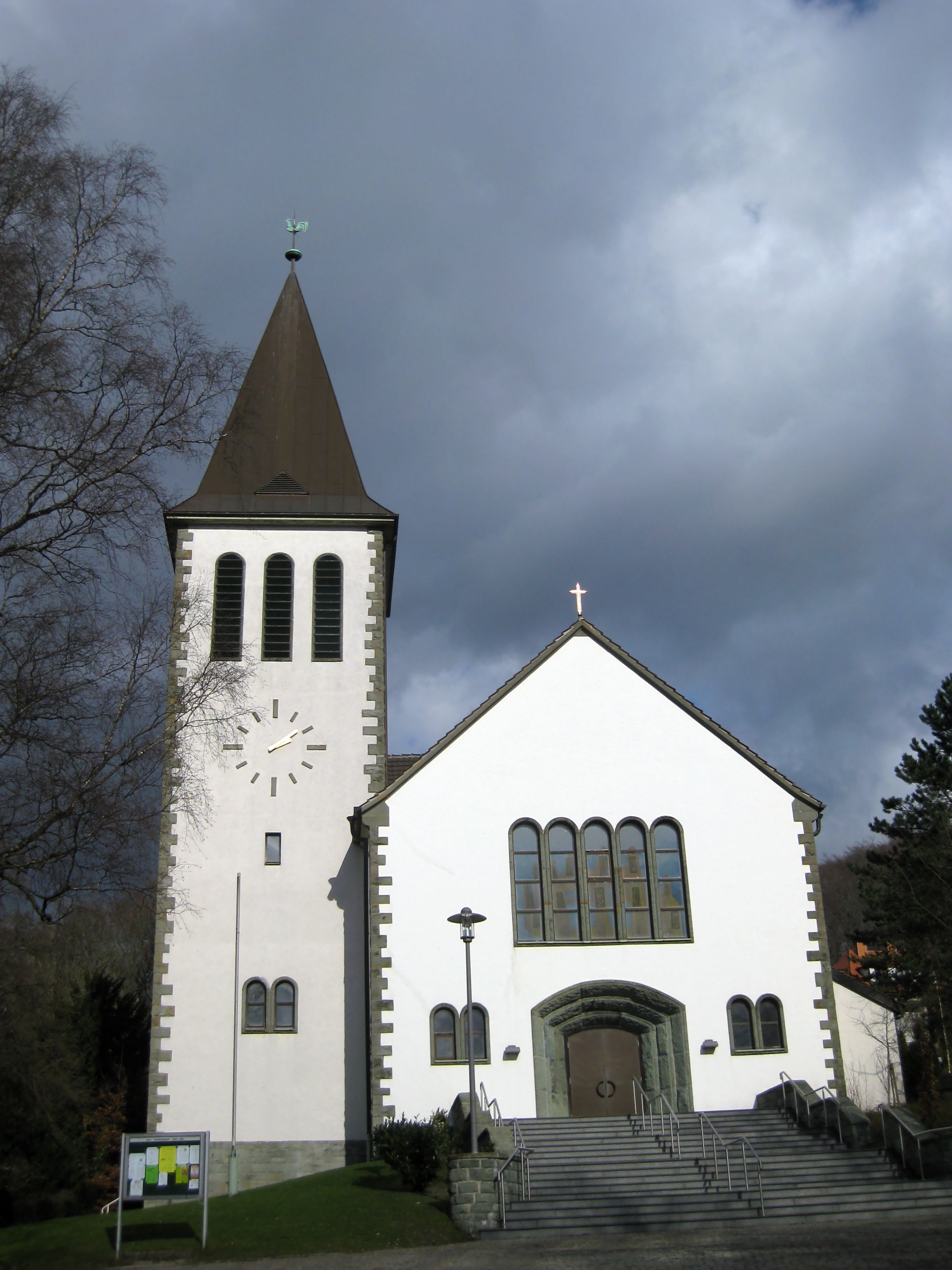
Herz Jesu

Hinzu kommen die beiden katholischen Kirchengemeinden Herz Jesu Brackwede (1891 Filialgemeinde, 1920 Pfarrei) und Sankt Michael Ummeln (1955 Pfarrvikarie m.e. V.), die beide zum Dekanat Bielefeld-Lippe des Erzbistums Paderborn gehören. Gemeinsam mit den Gemeinden aus den Stadtbezirken Senne und Sennestadt bilden sie seit dem 1. Januar 2014 die katholische Pfarrei St. Elisabeth Bielefeld, nachdem sie vorher als Pastoralverbund organisiert waren.
Für die Angehörigen der Neuapostolischen Kirche im Stadtbezirk gibt es zwei Gemeinden, davon eine in Ummeln. Die Kirche der Gemeinde in Quelle steht unmittelbar jenseits der Stadtgrenze auf Steinhagener Gemeindegebiet.
Für muslimische Gläubige gibt es insgesamt drei Moscheen in Brackwede. An der Windelsbleicher Straße befindet sich die Vatan-Moschee und die Hicret-Moschee. An der Gaswerkstraße ist eine weitere Moschee zu finden.

### Kirchenbuch
Brackwedes Bartholomäus-Kirche war über Jahrhunderte Mittelpunkt des Kirchspiels Brackwede. Dieses umfasste die Orte und Bauerschaften Brackwede, Brock, Senne, Quelle, Sandhagen und Ummeln. Das Kirchenbuch wurde 1712/13 durch Pfarrer Franz Clamor Redeker angelegt. Die jeweils ersten Eintragungen lauten:
- Taufregister vom 4. Dezember 1712: Ein „Peter Henrich“, Hußend auf dem Hof Olderdissen, lässt seinen Sohn auf den Namen „Joh. Henrich“ taufen.
- Heiratsregister vom 11. Januar 1713: „Herman Henke mit KranßJohans Witwe“
- Sterberegister vom 2. Januar 1713: „Frantz Meyer auf Hinnenthales Hofe. seine Tochter“, das Alter der Tochter wird nicht angegeben.

Holtkamp gehörte seit jeher zum Kirchspiel Isselhorst.

## Politik

### Bezirksvertretung
| Sitzverteilung in der Bezirksvertretung Brackwede 2020Insgesamt 17 Sitze - Linke: 1 - SPD: 4 - Grüne: 4 - CDU: 6 - FDP: 1 - AfD: 1 Bezirksvertretungswahl 2020in Prozent %403020100 32,322,820,27,45,14,18,1 CDUSPDGrüneFDPLinkeAfDSonst.gGewinne und Verlusteim Vergleich zu 2014 %p 10 8 6 4 2 0 −2 −4 −6 −8−10−12−14−16+2,3−15,9+9,3+4,9−0,2+4,1−4,6CDUSPDGrüneFDPLinkeAfDSonst.Anmerkungen:g darunter u. a. BfB 1,52 % (−7,2 %) |

In den 1950er, 1960er und 1970er Jahren war Brackwede aufgrund des hohen Arbeiter-Anteils durch die vielen Industriebetriebe eine Hochburg der SPD, die zum Teil über 60 % der Stimmen bei Kommunalwahlen auf sich vereinigen konnte. Aufgrund veränderter Strukturen konnte die CDU in einer bürgerlichen Koalition erstmals 1989 und danach bis 2009 den Bezirksvorsteher stellen. 1999, 2004 und 2009 wurde die CDU stärkste Partei in Brackwede. 2014 gewann die SPD mit 7 zu 5 mehr Sitze als die CDU, die FDP verpasste den Einzug in die Bezirksvertretung. 2020 wurde die CDU wieder stärkste kommunalpolitische Kraft.
Bei den Kommunalwahlen 2020 verlor die SPD über 16 % der Stimmen und wurde hinter der CDU, die auf 6 Sitze hinzugewann, nur noch zweitstärkste Partei mit 4 Sitzen. Ebenso viele Mandate errangen die Grünen. Die FDP zog mit 1 Sitz in die Bezirksvertretung ein, ebenso die AfD. Die Linke behielt ihren Sitz.

### Bezirksbürgermeister
Bezirksbürgermeister ist Jesco von Kuczkowski (SPD). Sein Stellvertreter ist Vincenzo Copertino (CDU).

### Ratsmitglieder
Die Mitglieder im Rat der Stadt Bielefeld aus dem Stadtbezirk Brackwede sind Carsten Krumhöfner, Vincenzo Copertino, Ursula Varnholt und Marcel Kaldek (alle CDU), die ihre Wahlkreise direkt gewinnen konnten. Miriam Pospich (SPD) zieht über die Liste in den Rat der Stadt ein, ebenso Rainer Seifert (FDP).

### Städtepartnerschaften
Zwischen Brackwede und der nordirischen Stadt Enniskillen besteht seit 1958 eine Städtepartnerschaft, in deren Rahmen ein jährlicher Schüleraustausch zwischen dem Brackweder Gymnasium und den Schulen aus Enniskillen stattfindet. Laut Wikipedia Enniskillen wurde die Partnerschaft mit Brackwede im Juni 2018 „förmlich beendet“. Nach anderen Quellen ist sie nicht tot, sondern ruht. Auch der städtische Netzauftritt nennt davon nichts.
Außerdem übernahm Brackwede 1958 die Patenschaft für die Heimatvertriebenen aus Münsterberg in Schlesien.

## Kultur und Sehenswürdigkeiten

### Bartholomäus-Kirche

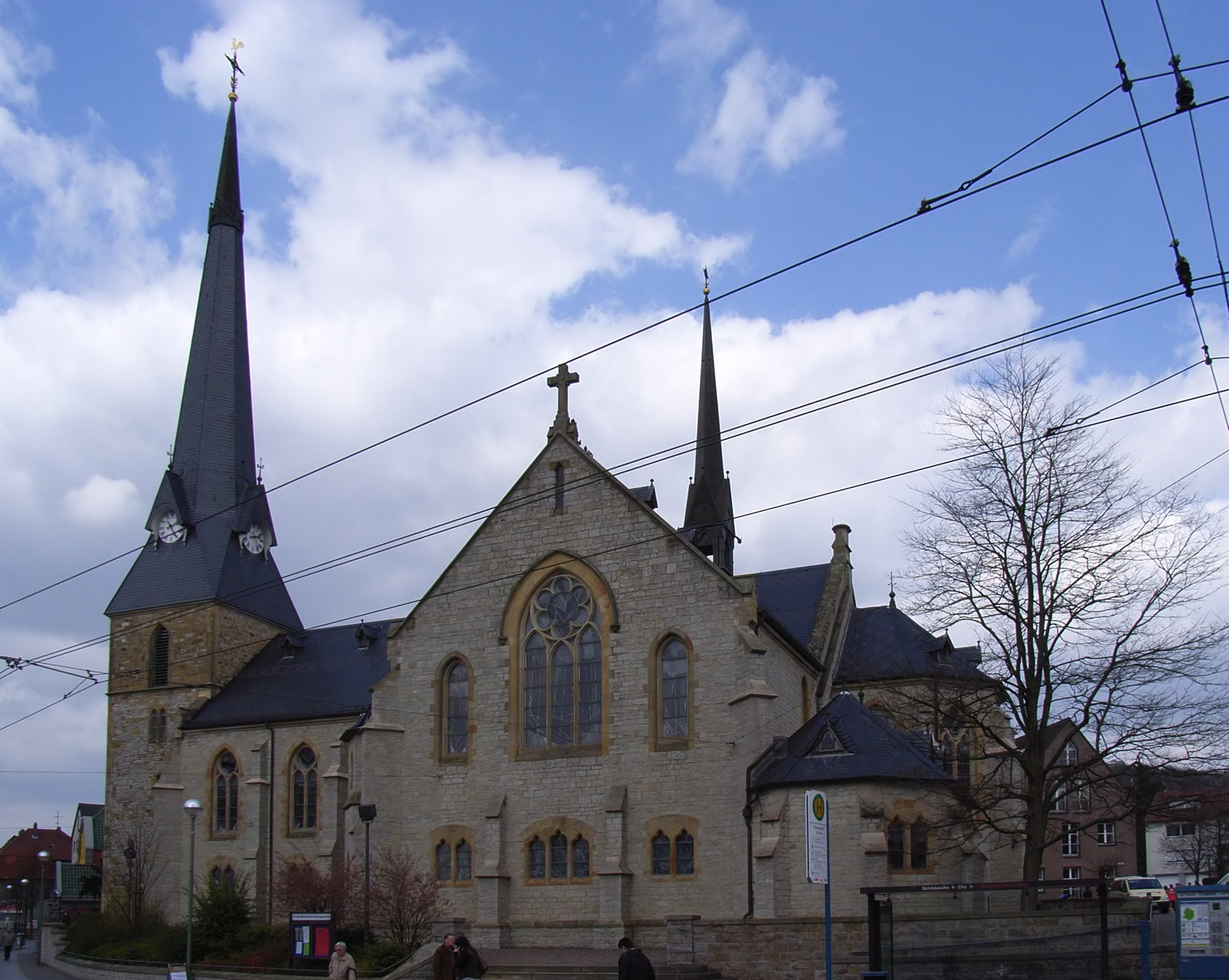
Bartholomäus-Kirche

Das Wahrzeichen Brackwedes ist die evangelisch-lutherische Bartholomäus-Kirche. Sie wurde 1892 als kreuzförmige Saalkirche in neugotischen Formen erbaut. Die Untergeschosse des Turmes stammen vermutlich noch aus dem 16. Jahrhundert. Der Bau brannte 1990 vollkommen aus. Anschließend erfolgte der Wiederaufbau in der alten Form.

### Fachwerkhaus Baumhöfener
Bei dem lange Zeit verputzten Fachwerkhaus in der Hauptstraße 27 handelt es sich um das einstige Haupthaus des früheren Hofs Baumhöfener. Die übrigen Gebäude wurden nach Aufgabe der landwirtschaftlichen Nutzung abgebrochen. Der Hofname Baumhüter (Boimhoder – Bömschlüter – Baumhüter – Baumhöffener) wird bereits 1556 im Ravensberger Urbar erwähnt. Aus dieser Zeit sollen auch Teile des Innengerüstes datieren; damit würde das Haus im Kern zu den ältesten noch erhaltenen Profanbauten Brackwedes und der näheren Umgebung zählen. 1811/12 wurden die Außenwände allerdings durch aus der Senne übertragene Fachwerkteile ersetzt. Der 1812 bezeichnete Dielentorbalken trägt die folgende Inschrift:
Aus der Zeit nach dem Umbau stammten Teile der wandfesten Ausstattung. Das Westfälische Amt für Denkmalpflege in Münster hat den Denkmalwert des Gebäudes 2005 ausführlich dargelegt. Allerdings hat sich die Untere Denkmalbehörde der Stadt Bielefeld dieser Auffassung nicht anschließen können und auf eine Unterschutzstellung verzichtet. 2008 wurde das Gebäude – unter weitgehender Zerstörung der Originalsubstanz und freier Ergänzung des Fachwerks – umfassend saniert und in ein Restaurant umgewandelt.

### Sonstige Gebäude
Zu den wenigen älteren Wohnbauten, die bei der seit den späten 1960er Jahren durchgeführten Ortskernsanierung erhalten blieben, gehört das Haus Büscher in der Vogelruth 14. Der Dreiständer-Fachwerkbau entstand 1776. Das nebenan gelegene Haus Kuhlmann (Weinstube Vogelruth), Vogelruth 16, stammt von 1821.
Das „Schieferhaus“ im Kupferhammerpark, Stammhaus der Fabrikantenfamilie Möller, wurde 1772 erbaut. Es präsentiert sich als zweigeschossiger verschieferter Fachwerkbau nach bergischem Vorbild mit Mansarddach und Dachreiter. Die Eingangsseite ziert ein hübsches Rokokoportal.

### Parks

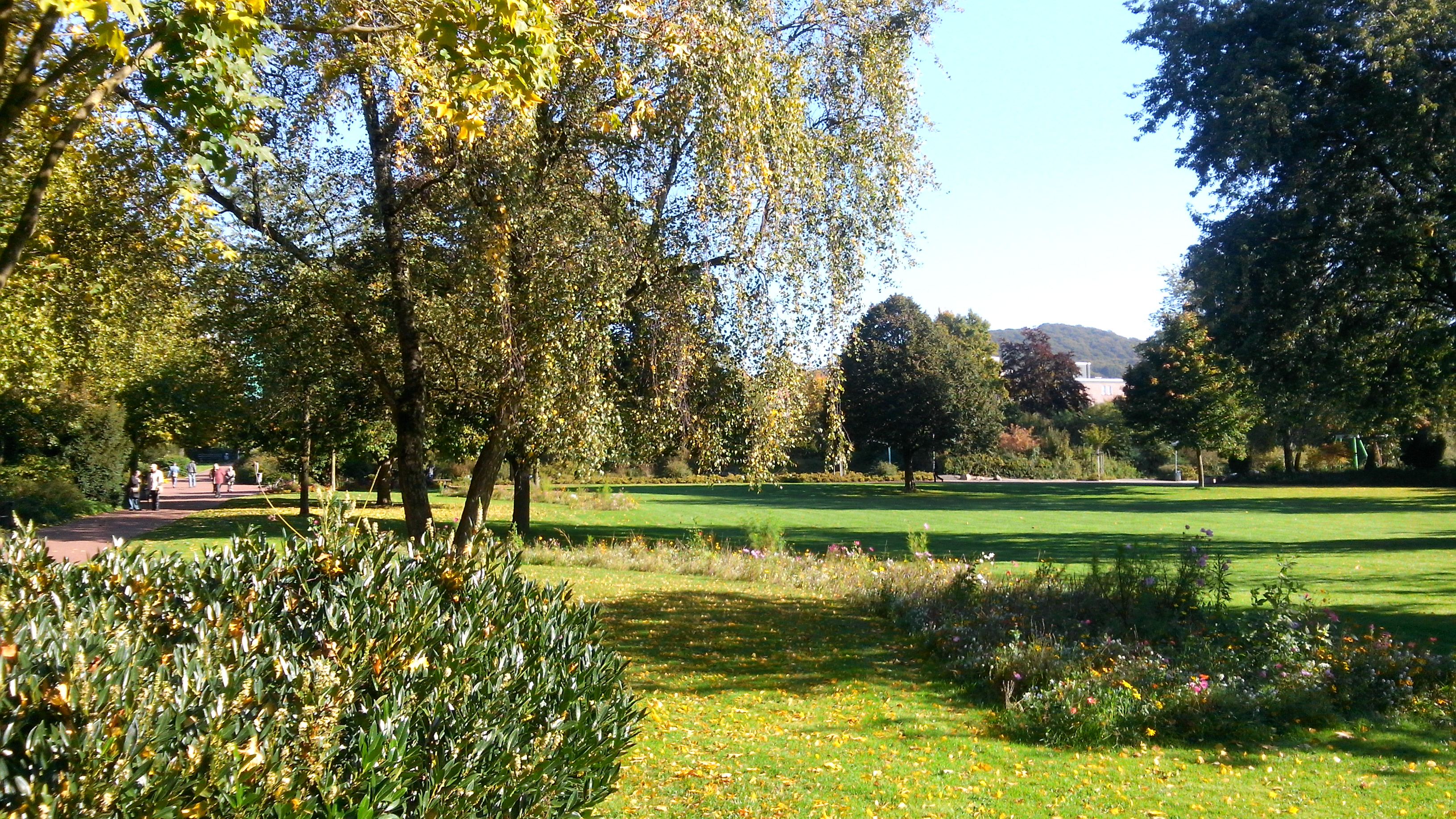
Brackweder Stadtpark

Der Brackweder Stadtpark befindet sich mittig im Stadtbezirk zwischen Stadtring und Berliner Straße. Er umfasst neben einem Rosengarten, Grün- und Beetflächen einen 2015 durch Beteiligte des Internationalen Jugendgemeinschaftsdienstes neu gestalteten Spielplatz und eine Rollschuhbahn.
In der Nähe der Möller-Werke liegt der Kupferhammerpark. Er wird von der Lutter durchflossen, die hier zu drei Teichen angestaut wird. Die Teiche werden von einem alten Buchenwald umgeben, der sich vornehmlich aus der Rotbuche (Fagus sylvatica) zusammensetzt. Die Bäume werden bis zu 20 Meter hoch. Eingestreut finden sich auch einzelne Eichen und Birken. Der Unterwuchs wird vor allem aus zahlreichen Stechpalmen gebildet. Der naturnahe Wald wurde gegen Ende des 19. Jahrhunderts von dem Hamburger Gartenarchitekten Rudolph Jürgens in einen Landschaftspark umgewandelt und durch nicht einheimische Baum- und Straucharten bereichert. Das Gelände war seit 1948 über viele Jahre als Naturschutzgebiet ausgewiesen. Später wurde die Schutzverordnung jedoch gelöscht. Der Park befindet sich in Privatbesitz und ist nicht öffentlich zugänglich.

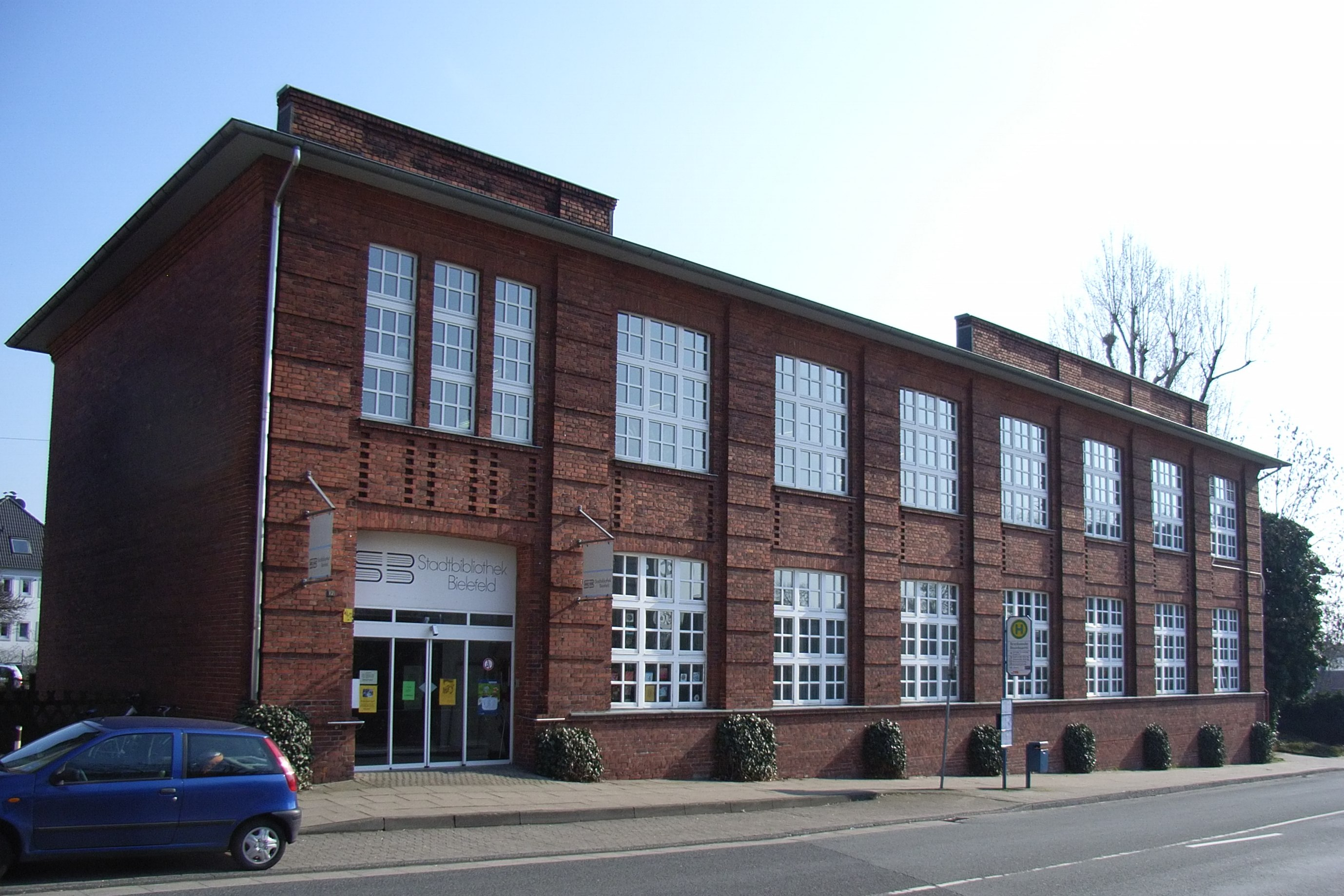
Stadtteilbibliothek Brackwede

### Kultur
In Brackwede ist das Medienarchiv Bielefeld - Frank-Becker-Stiftung beheimatet, das ca. 100.000 Rollen Filmmaterial aus den letzten 100 Jahren Filmgeschichte im Bestand führt, ebenso tausende von Rundfunk-Sendetonbändern. Im August 2022 wurden Teile der Sammlung durch einen Brand zerstört.
Seit August 2002 wird monatlich im „Studio am Mauseteich“ das Brackweder Funkjournal zur Ausstrahlung über Radio Bielefeld produziert. Eine Zweigstelle der Stadtbibliothek Bielefeld befindet sich in der Germanenstraße 17.

### Sport

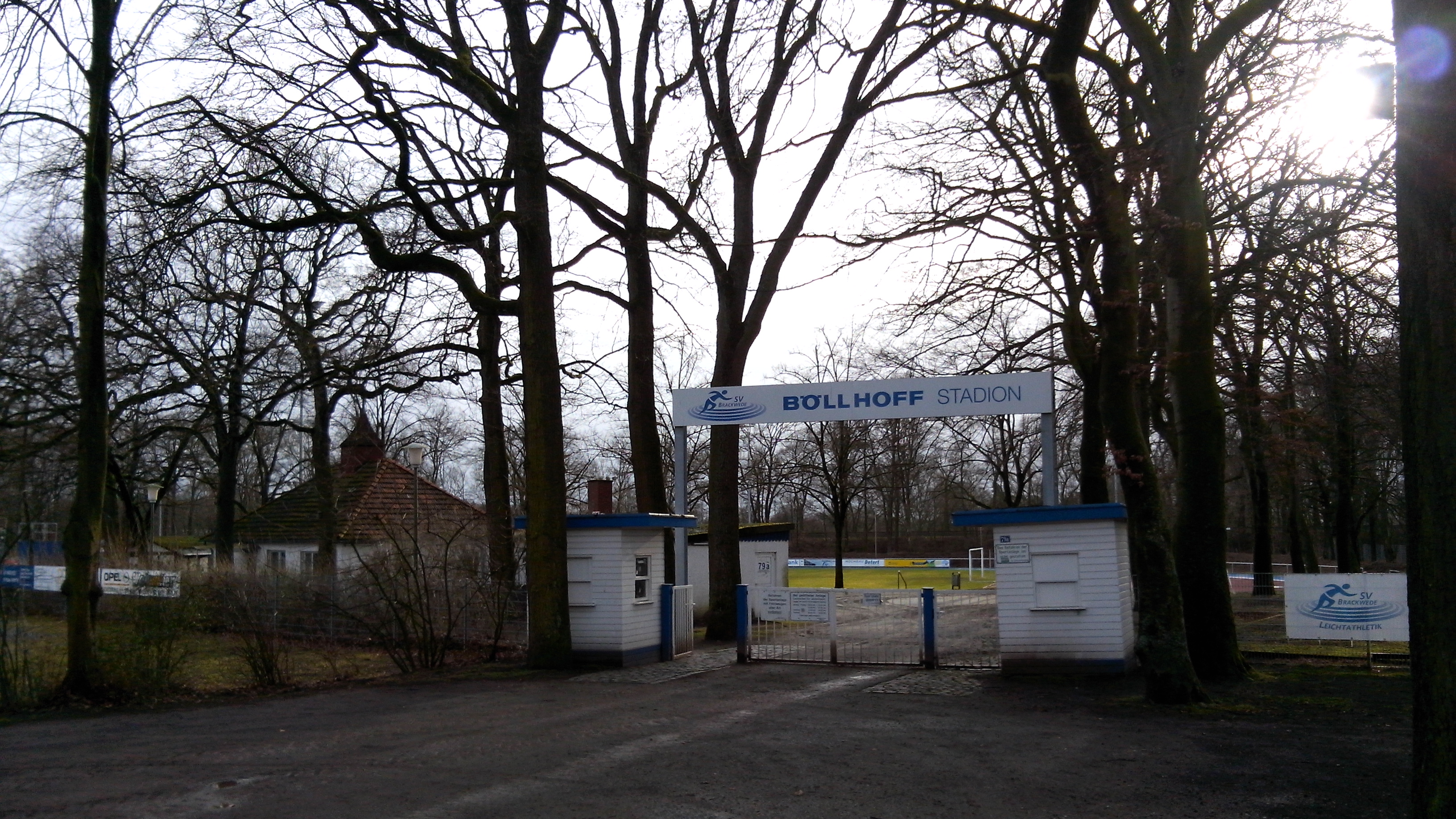
Böllhoff-Stadion

Zum Angebot an Sportstätten gehören das AquaWede genannte Hallenbad, die diesem direkt benachbarte Oetker-Eisbahn, die von Oktober bis März geöffnet ist, sowie das Böllhoff-Stadion und das Waldstadion im Ortsteil Quelle.
Größter Sportverein ist die Sportvereinigung Brackwede (SVB). Sportlich erfolgreiche Abteilungen der SVB sind unter anderem die Handballjugendmannschaft und die Badmintonmannschaft, die beide auf NRW-Ebene spielen. Auch die Basketballabteilung und die Trampolinabteilung sind überregional bedeutsam. In der Nähe der Oetker-Eisbahn ist der Tennisclub TC Brackwede angesiedelt.
Der deutsche Box-Weltmeister im Cruisergewicht, Marco Huck ist in Brackwede eine Zeit lang aufgewachsen und besuchte die Marktschule.

### Regelmäßige Veranstaltungen
Der Brackweder Schweinemarkt findet einmal jährlich am letzten Wochenende im August statt, die Brackweder Glückstaler-Tage jeweils am zweiten Wochenende im Oktober. Seit dem September 1998 zeigt das „Melodie“-Filmtheater in der Kölner Straße 40 freitags aktuelle Spielfilme. Brackwedes ältester Verein, der MGV Teutoburger Liederkranz von 1861, veranstaltet seit 1975 jeweils am vierten Advent in der Bartholomäuskirche seine „Musik zur Weihnacht“.
Im Frühjahr findet in Brackwede der Große Preis der Sparkasse statt, ein Radrennen.

## Infrastruktur und Wirtschaft

### Verkehr
In Brackwede laufen verschiedene Eisenbahnlinien und Straßen zusammen, um hier gemeinsam über den Bielefelder Pass den Teutoburger Wald nach Norden in Richtung Stadtzentrum Bielefeld zu überqueren. So trifft hier die von Osnabrück kommende L 756 auf die B 61 (Hamm–Minden). Die B 61 ist in Brackwede teilweise als Ostwestfalendamm autobahnähnlich ausgebaut. Der Ostwestfalendamm ist an der Anschlussstelle Bielefeld-Zentrum kreuzungsfrei mit der Autobahn A 33 verknüpft, die zum Autobahnkreuz Bielefeld an der A 2 und weiter Richtung Paderborn führt.

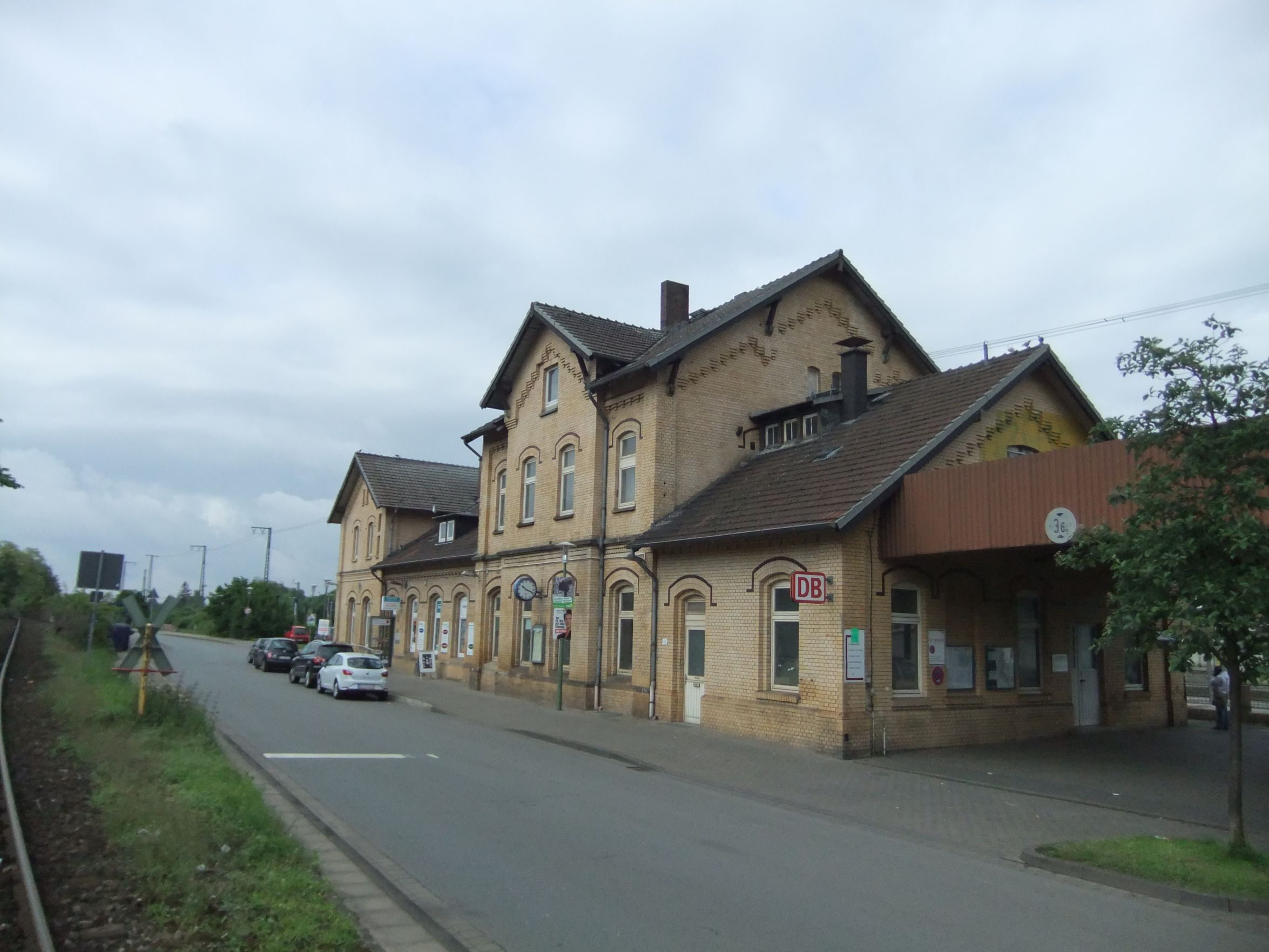
Bahnhof Brackwede

Der Bahnhof Brackwede ist nach dem Hauptbahnhof der wichtigste Bahnhof in Bielefeld. Alle Bahnstrecken vom Hauptbahnhof aus in südlicher Richtung führen durch Brackwede:
- die Bahnstrecke Hamm–Bielefeld–Minden (die historische Köln-Mindener Eisenbahn),
- die Bahnstrecke Osnabrück–Brackwede und
- die Bahnstrecke Paderborn–Brackwede.

Der Bahnhof wird von
- der Regionalbahn RB 69 „Ems-Börde-Bahn“ Bielefeld–Hamm–Münster
- der RB 67 „Der Warendorfer“ Münster–Warendorf–Bielefeld mit Durchbindung auf RB 71 nach Herford–Rahden
- der RB 75 „Haller Willem“ Bielefeld–Osnabrück und
- der RB 74 „Senne-Bahn“ Bielefeld–Paderborn bedient.

Brackwede wird von der Linie 1 der Stadtbahn Bielefeld (Senne – Brackwede – U Jahnplatz– U Hauptbahnhof – Schildesche) durchquert. Der Stadtbezirk wird außerdem durch mehrere Buslinien nach Sieker, Ummeln, Quelle, Gadderbaum und Senne erschlossen. Regionalbusse fahren unter anderem nach Gütersloh, Steinhagen, Verl und Schloß Holte-Stukenbrock. Für den gesamten öffentlichen Personennahverkehr gelten der regionale „Sechser-Tarif“ der OWL Verkehr GmbH und der NRW-Tarif.
Am Bahnhof Brackwede befindet sich auch der Fernbusbahnhof Bielefelds.
Siehe auch: Nahverkehr in Bielefeld

### Unternehmen
Die Bedeutung Brackwedes als Gewerbestandort lässt sich an der großen Vielzahl der im Stadtbezirk niedergelassenen Unternehmen ablesen. Im Bereich der metallverarbeitenden Industrie sind beispielsweise zu nennen die Unternehmen Böllhoff, Salzgitter Mannesmann Präzisrohr, MöllerGroup, Gestamp Umformtechnik, Welland & Tuxhorn, Goldbeck Stahlbau, die Eisengießerei Baumgarte, Pallatzky (Metallrecycling), im Ortsteil Quelle DMW Schwarze (Feuerschutztüren) sowie in Ummeln die Firma Umeta (Schmiernippel und Fettpressen). In der Druckbranche war die Firma MM Graphia tätig. Der Getränkehersteller Christinen Brunnen ist im Ortsteil Ummeln ansässig. Treble-Light im Ortsteil Quelle stellt Hochleistungs-, vor allem Taucherlampen her. Das schwedische Möbelhaus IKEA betreibt eine Filiale am Brackweder Südring.

### Öffentliche Einrichtungen
Die größte Konzentration öffentlicher Einrichtungen befindet sich auf der Rosenhöhe. Außer den weiter unten beschriebenen Bildungseinrichtungen ist hier vor allem das Klinikum Rosenhöhe der Städtischen Kliniken Bielefeld zu nennen mit medizinischer, chirurgischer, anästhesiologischer, Röntgen- und Hautklinik, einer Augenabteilung und einer Klinik für Geriatrie.
Im Ortsteil Ummeln gibt es die Evangelische Stiftung Ummeln und die Justizvollzugsanstalt Bielefeld-Brackwede sowie das Hafthaus Ummeln der Justizvollzugsanstalt Bielefeld-Senne. Das Brackweder Gymnasium besitzt eine Sternwarte.

### Bildung
Auf der Rosenhöhe befinden sich das Rudolf-Rempel-Berufskolleg für kaufmännische Berufe, das Berufskolleg Senne sowie die Städtische Gesamtschule Rosenhöhe. Eine zweite Gesamtschule, die GSQ (GesamtSchule Quelle), befindet sich im Ortsteil Quelle.
Zum Brackweder Schulzentrum gehören das Brackweder Gymnasium und die Brackweder Realschule. Das Gymnasium ist eine von zehn Schulen in Nordrhein-Westfalen, die am Kooperationsprojekt „Sportbetonte Schule“ teilnehmen und hat eine spezielle Sportklasse pro Jahrgang, in der die Jugendlichen ein erweitertes sportliches Programm erhalten. Die Marktschule am Stadtring, eine ehemalige Hauptschule mit eigenem Schwimmbecken, steht heute als räumliche Erweiterung den anderen Brackweder Schulen und auch Vereinen zur Verfügung. Den Primarbereich decken sechs Grundschulen ab (GS Brocker Schule, Frölenberg, Quelle, Süd, Ummeln und Vogelruth).
Hinzu kommen eine Ergänzungsschule in privater Trägerschaft und drei Förderschulen am Lönkert, am Möllerstift und am Kupferhammer. Das Griechische Lyzeum zog mitsamt seiner Grundschule in 2017 von Brackwede in den Stadtteil Gadderbaum um.

## Söhne und Töchter (Auswahl)
- Friedrich Wilhelm Möller (1805–1878), Unternehmer und Politiker
- Theodor von Möller (1840–1925), Unternehmer und Politiker, preußischer Handelsminister
- Ernst Lohöfener (1874–1964), Fotograf
- Werner Gößling (1898–1992), Dirigent, Chorleiter, Komponist und Hochschullehrer
- Heinz Schmitt (1920–1980), letzter Bürgermeister (1969–1972) und erster

Bezirksvorsteher (1973–1979) von Brackwede, Mitglied des 1. Europäischen Parlaments
- Wolfgang Wegmann (* 1937), Diplomkaufmann, unter anderem Geschäftsführer der Ausstellungs-Messe-Kongreß GmbH
- Udo Reinhard Müller (* 1948), Strömungsmechaniker und Hochschullehrer